# Willibald Tatzer
Willibald Tatzer (Wenen, 19 mei 1960) is een hedendaags Oostenrijks componist, muziekpedagoog, tubaïst, slagwerker en muziekuitgever.

## Levensloop
Tatzer studeerde vanaf 1975 aan de Universität für Musik und darstellende Kunst Wien in Wenen onder andere bastuba bij Leopold Kolar en slagwerk bij Richard Hochrainer en Horst Berger. In 1979 behaalde hij het diplom voor slagwerk en in 1982 het diplom voor tuba. Van 1979 tot 1981 was hij lid van de Gardemusik Wenen onder leiding van Hans Schadenbauer, een van de vooraanstaande Oostenrijkse militaire kapellen. 
Van 1979 tot 1984 was hij docent aan de Musikschule Ringelsdorf-Niederabsdorf. Aansluitend werkt hij als muziekpedagoog in Dürnkrut-Waidendorf in Neder-Oostenrijk. Daar heeft hij in 1990 een muziekuitgave voor harmonieorkesten opgericht, waar hij zijn eigen composities, maar ook die van andere componisten publiceert. Van 1991 tot 1994 was hij koorleider van de Singgemeinschaft Marchfeld. Sinds 1998 is hij dirigent van de Musikvereine Niedersulz. In het gelijke jaar werd hij docent voor slagwerk aan de Musikschule Hohenau. 

## Composities

### Werken voor harmonieorkest
- Andachtsjodler, voor gemengd koor en harmonieorkest
- Blasmusiksätze zum «Gotteslob»
- Capriccio, voor kleine trom en harmonieorkest
- Concertino, voor pauken en harmonieorkest
- Das Motiv
- Der Weltverdruss, wals
- Die Ballade vom lieben Augustin, fantasie voor gemengd koor en harmonieorkest
- Eine Konzertfantasie
- Einsame Trompeten, voor trompet en harmonieorkest
- Festival Fanfare
- Festivo
- Florian Polka
- Gurktaler Walzer
- Hymnus
- Jubilate in C groot
- Katharina-Polka
- Leopoldsdorfer Grablied, treurmuziek
- Music, Joy and Harmonie
- Schnackis Swingende Tuba, voor tuba en harmonieorkest
- Sound-Klassik
- Studie in C
- The mystery of Bermuda, fantasie
- Waidenbachtaler-Marsch
- Waidendorfer-Liedermarsch
- Weinendes Herz, treurmuziek
- Zu den Anlässen

## Publicaties
- Willibald Tatzer: Probenbeginn - Die Möglichkeit, die Probe effizient und nutzbringend zu gestalten, MVT Tatzer Waidendorf